# ستيغ لارسون
ستيغ لارسون (بالسويدية: Stig Larsson)‏ هو منتج أفلام وكاتب سيناريو ومخرج وكاتب مسرحي وكاتب ومخرج وشاعر سويدي، ولد في 20 يوليو 1955 في سكيلفتيا في السويد.

## وصلات خارجية
- ستيغ لارسون على موقع IMDb (الإنجليزية)
- ستيغ لارسون على موقع ألو سيني (الفرنسية)
- ستيغ لارسون على موقع ميوزك برينز (الإنجليزية)
- ستيغ لارسون على موقع أول موفي (الإنجليزية)
- ستيغ لارسون على موقع قاعدة بيانات الأفلام السويدية (السويدية)
- ستيغ لارسون على موقع ديسكوغز (الإنجليزية)
- ستيغ لارسون على موقع قاعدة بيانات الفيلم (الإنجليزية)
- ستيغ لارسون على موقع كينوبويسك (الروسية)